# Nansenia macrolepis
Nansenia macrolepis is een straalvinnige vissensoort uit de familie van kleinbekken (Microstomatidae). De wetenschappelijke naam van de soort is voor het eerst geldig gepubliceerd in 1922 door Gilchrist.